# Pallavolo ai III Giochi del Mediterraneo
La pallavolo ai III Giochi del Mediterraneo si è giocata durante la III edizione dei Giochi del Mediterraneo, che si è svolta a Beirut, in Libano, nel 1959: in questa edizione si è svolto esclusivamente il torneo maschile, vinto dalla nazionale di pallavolo maschile dell'Italia.